# Kapitan-porucznik
Kapitan-porucznik (ros. капитан-лейтенант) – w radzieckiej Marynarce Wojennej i marynarkach wojennych części krajów postsowieckich stopień w korpusie wyższych oficerów, odpowiadający stopniowi komandora podporucznika w Marynarce Wojennej RP bądź stopniowi kapitana marynarki w wojskach lądowych. Stopień bezpośrednio niższy to starszy porucznik, bezpośrednio wyższy to kapitan III rangi.